# Sofus Joelsen
Sofus Joelsen (* 1945; † 14. Februar 2009) war ein grönländischer Politiker.

## Leben
Sofus Joelsen stammte aus Narsarmijit und wuchs in Qaqortoq auf, aber als Sohn eines Pastors zog er häufig um. Von 1969 bis 1970 war er Kämmererassistent in Qaanaaq. Nachdem er wieder in Qaqortoq gelebt hatte, wurde er 1978 zum Gemeindedirektor der Gemeinde Qaanaaq ernannt, was er bis 1984 blieb.
Für den Wahlkreis Nanortalik kandidierte Sofus Joelsen bei der Landesratswahl 1971 als Erster Stellvertreter für Adam Nielsen, der nicht gewählt wurde. Von 1975 bis 1978 war er Mitglied im Rat der Gemeinde Qaqortoq. Nachdem er 1975 nicht angetreten war, wurde er bei der Parlamentswahl 1979 für den Wahlkreis Avanersuaq ins erste Inatsisartut gewählt. Bei der Wahl 1983 wurde er wiedergewählt. Bei der Wahl im Jahr darauf kandidierte er nicht mehr. Für die Inuit Ataqatigiit kandidierte er bei der Wahl 1987 erfolglos im Wahlkreis Avanersuaq. Anschließend kandidierte er nicht mehr bei nationalen Wahlen.
Von 1989 bis 1997 war er Mitglied der grönländischen Gewerkschaft SIK. Er arbeitete zudem als Chefdolmetscher des Parlaments. Daneben war er Akkordeonspieler und schrieb ein Gedicht auf die grönländische Flagge. Er starb im Februar 2009 im Alter von 64 Jahren.